# ويليام آدم
ويليام آدم (بالإنجليزية: William Adam)‏ هو رسام أمريكي، ولد في 29 أغسطس 1846، وتوفي في 17 أكتوبر 1931.